# Shamisen

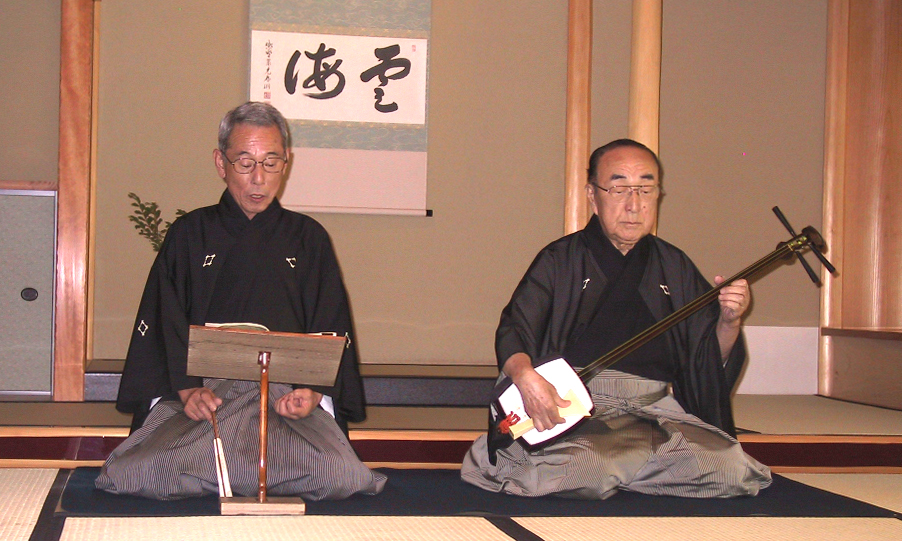
En duo bestående av shamisen och sång

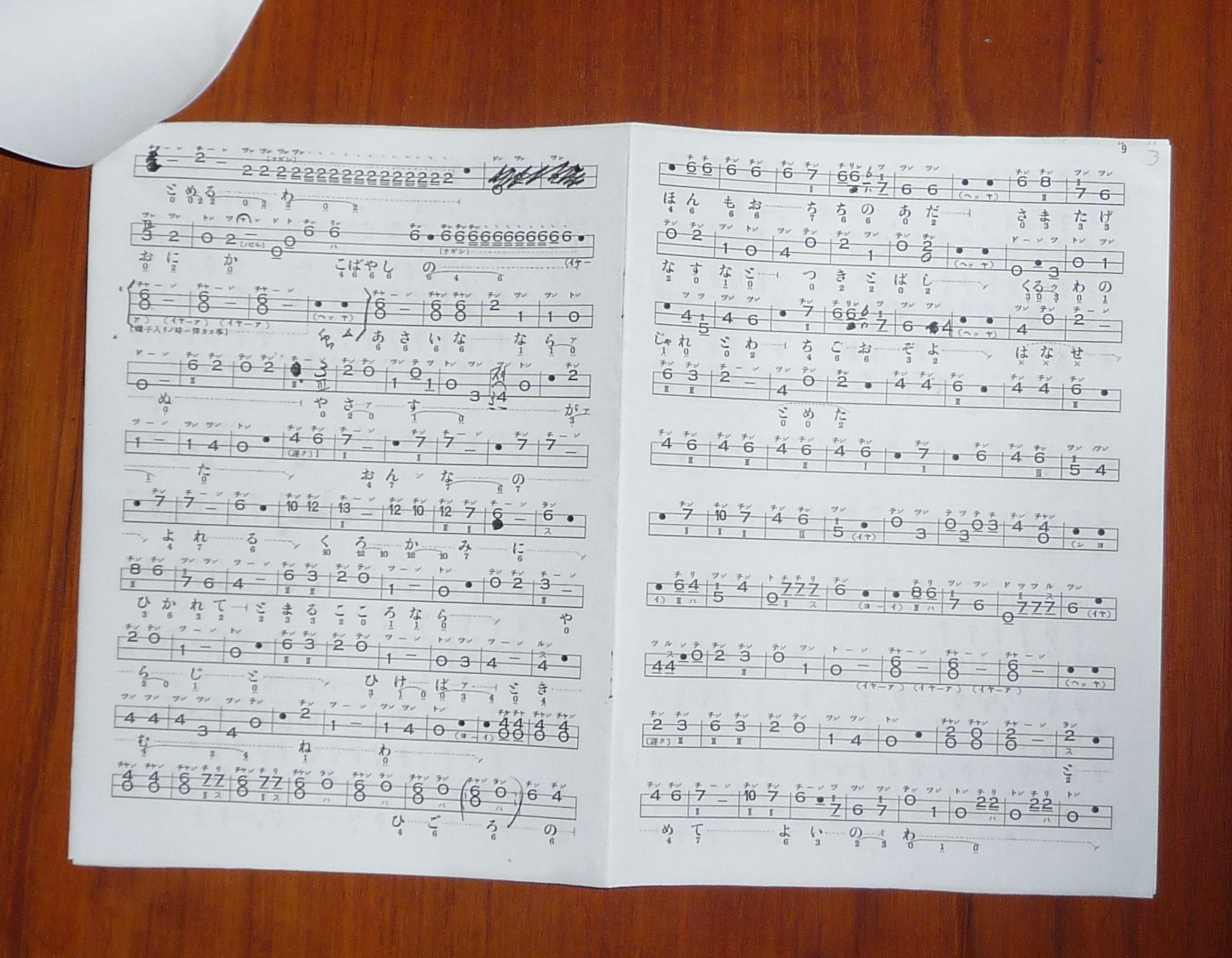
Japansk shamisen-notation. Sångtexten undertill, de stavelser som utstöts av den dirigerande musikern i överkant.

Shamisen eller samisen (三味線) är ett japanskt tresträngat musikinstrument som spelas med ett yxformat plektrum. På över- och undersidan av kroppen är kattskinn spända. Den är en vidareutveckling av sanshin, ett okinawiskt instrument, som i sin tur var en vidareutveckling av den kinesiska sanxian.
Den vanligaste stämningen är kvart + kvint (eller omvänt) eller två kvarter.